# Arctiinae
Arctiinae, podtribus glavočika, dio tribusa Cardueae u potporodici Carduoideae. Sastoji se od dva roda, tipični je čičak.

## Rodovi
1. Cousinia Cass. (674 spp.)
2. Arctium L. (45 spp.)